# مریم نخودی طناز
مریم نخودی طناز، مریم نخودی بوته‌ای (نام علمی: Teucrium chamaedrys) نام یک گونه از سرده مریم‌نخودی است.

## نگارخانه

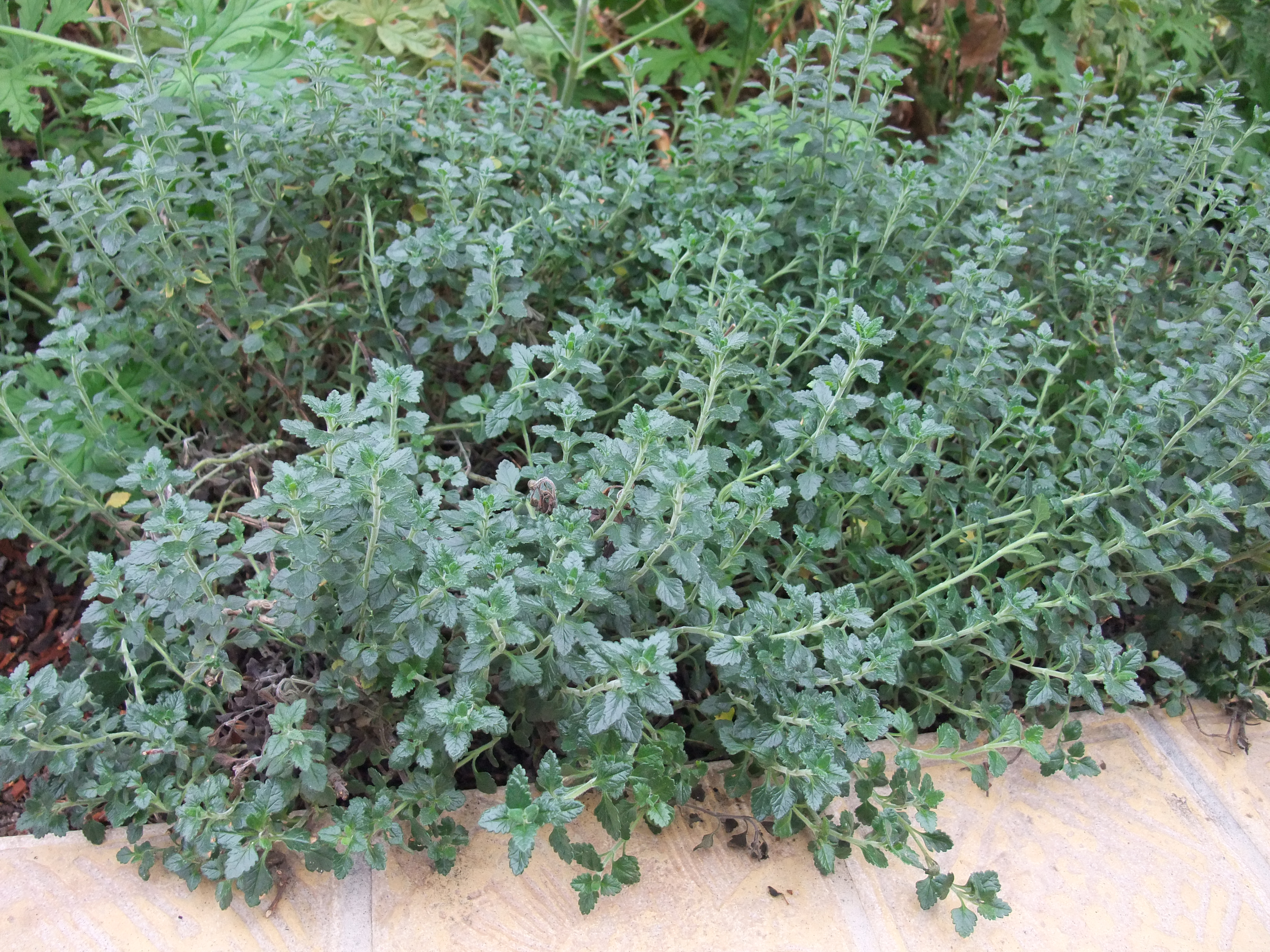
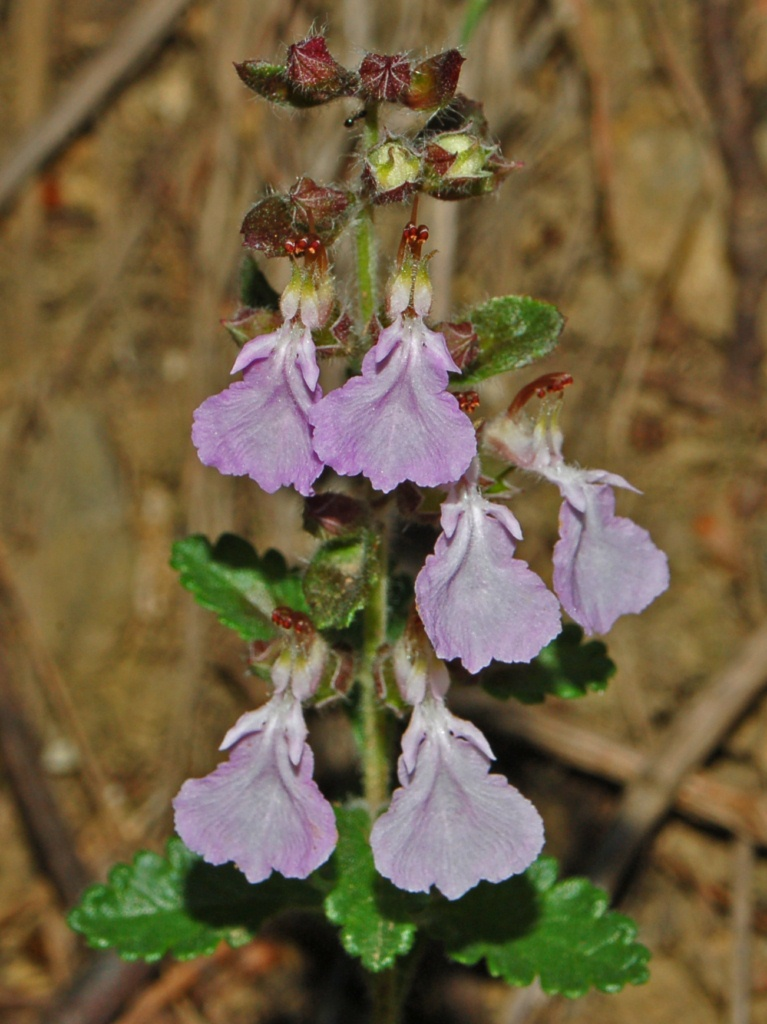
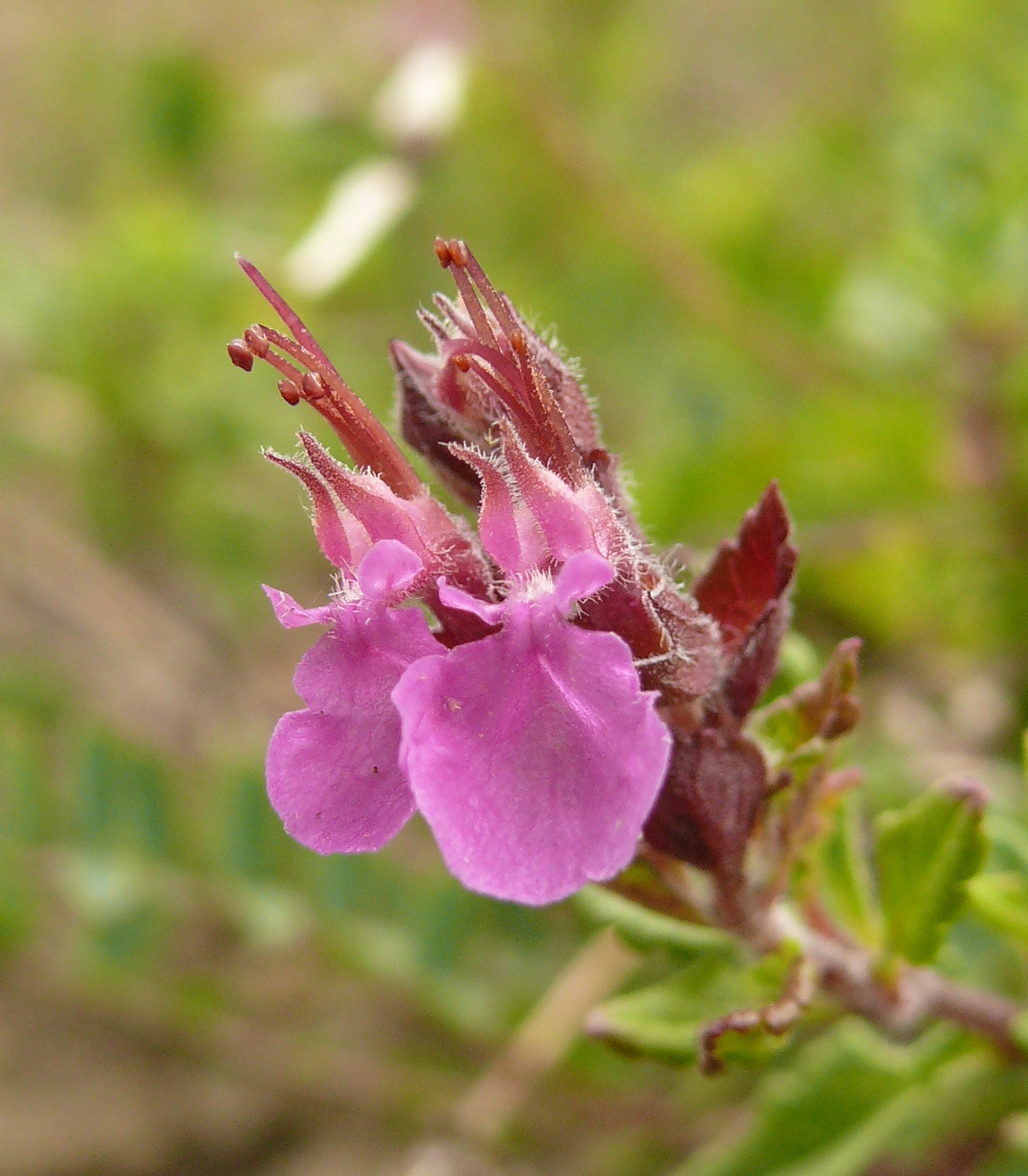
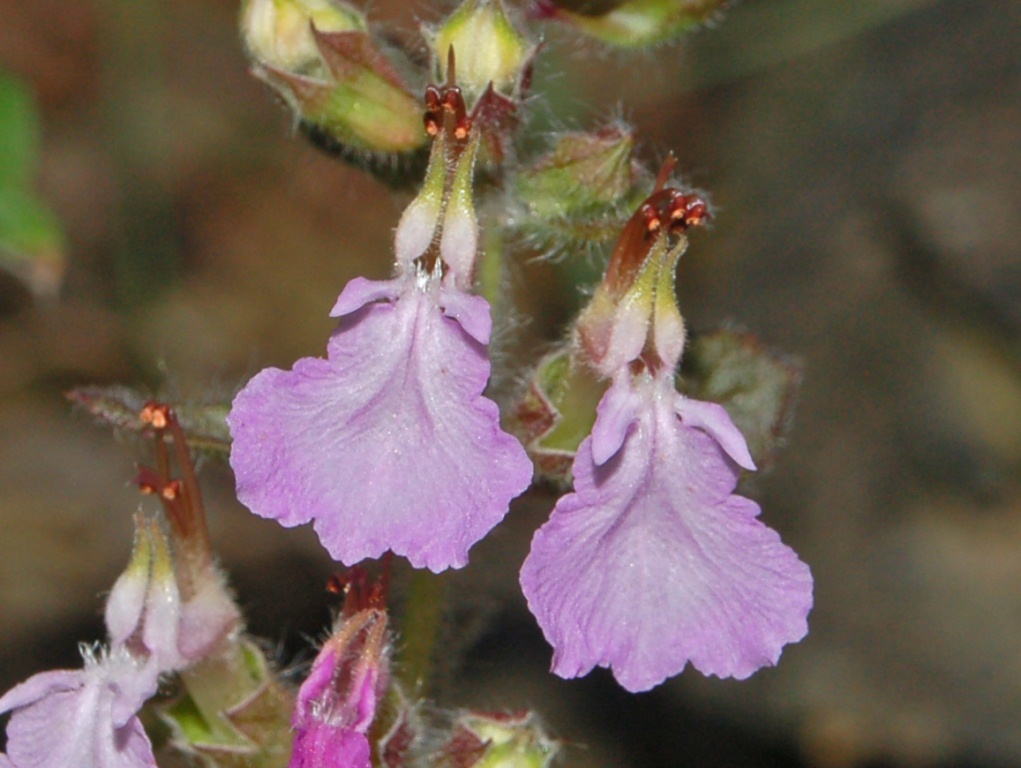
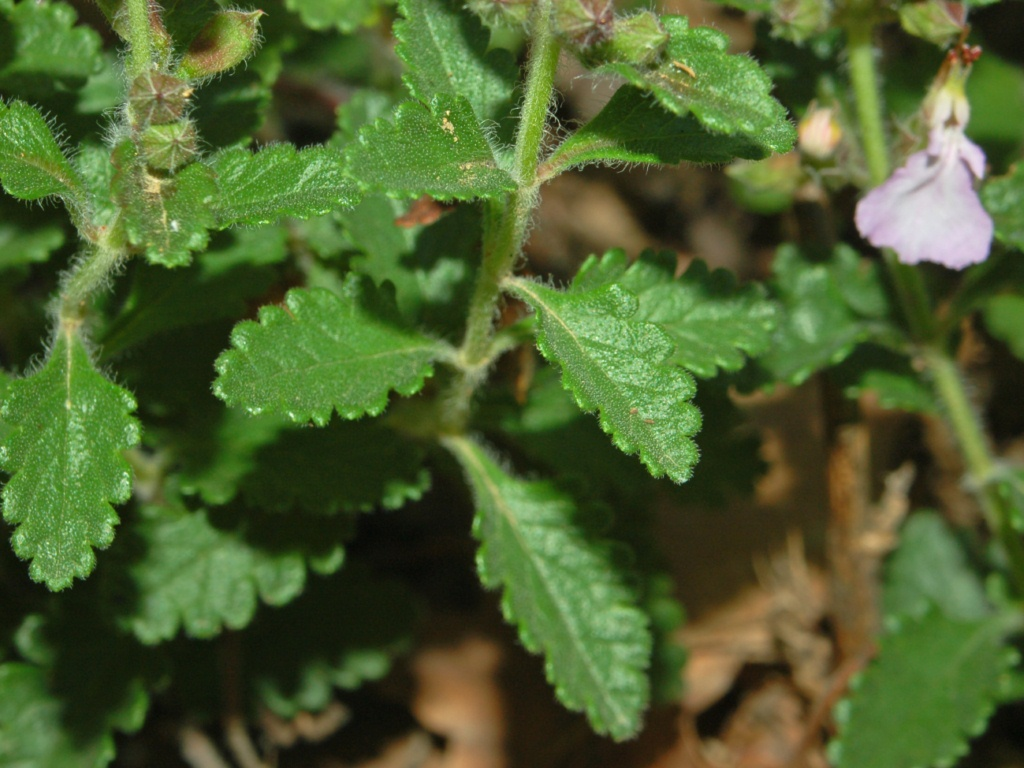